# Cratyna curtipennis
Cratyna curtipennis är en tvåvingeart som först beskrevs av Edwards 1926.  Cratyna curtipennis ingår i släktet Cratyna och familjen sorgmyggor. Inga underarter finns listade i Catalogue of Life.